# Basketsim
Basketsim je spletna košarkarska igra, v kateri igralci vodijo lasten virtualni košarkarski klub.
Na voljo je v 60 državah in 33 jezikih. Igra Basketsim je zaživela leta 2006. Njen avtor je Tomaž Kranjc iz Ljubljane. Registracija je brezplačna, v primeru da uporabnik želi imeti določene napredne funkcije, mora postati ti. supporter (podpornik). 25. julija 2010 se je začela enajsta sezona.

## Opis
Po registraciji prejme uporabnik lastno virtualno ekipo, ki jo lahko upravlja povsem po lastnih željah (spreminja števike igralcev, kupuje nove, odpušča tiste, ki jih ne želi imeti v ekipi, dograjuje dvorano, skrbi za treninge, najema oglednike, podpiše mladince, zgradi medicinski center itd.).

## Basketsim sezona
Vsaka sezona v Basketsimu je sestavljena iz dveh delov - v prvem ligaške tekme potekajo dvakrat na teden, po naboru pa se začne državni pokal, ligaške tekme pa se igrajo enkrat na teden. Uporabniki, ki v pokalu ne sodelujejo, lahko v času pokalnih tekem igrajo prijateljske tekme.

## Finance
Uporabnik ob registraciji prejme določeno količino denarja, ki ga lahko zapravi za nove igralce, večanje dvorane, oglednike itd. V sami igri je več načinov, kako priti do dodatnega denarja, na primer s prodajo igralcev. Drugače pa med sezono vsak uporabnikov prejme denar ob vsaki domači ligaški, pokalni (polovica običajne vrednosti) ali prijateljski tekmi, količina pa je odvisna od obiska.